# Ларвијано (Терни)
Ларвијано је насеље у Италији у округу Терни, региону Умбрија.
Према процени из 2011. у насељу је живело 111 становника. Насеље се налази на надморској висини од 386 м.